# Alexis Mac Allister
Alexis Mac Allister, född 24 december 1998 i Santa Rosa, Argentina, är en argentinsk fotbollsspelare (mittfältare) som spelar för Liverpool i Premier League och det argentinska landslaget.
Mac Allister föddes i en fotbollsfamilj och startade sin fotbollskarriär med Argentinos Junior 2016, med vilka han vann den argentinska andra ligan under sin debutsäsong på professionell-nivå. Han skrev på för den engelska klubben Brighton & Hove Albion 2019, men blev genast tillbakaskickad till Juniors på lån tills säsongens slut. Under sin andra säsong med Brighton blev han ytterligare en gång skickad till hemlandet på lån, denna gång till Boca Juniors. I Boca Juniors vann han den argentinska högsta ligan 2019/20. Väl tillbaka i Brighton fick Mac Allister sitt genombrott då han blev en nyckelspelare för laget i Premier League.
Mac Allister representerade Argentinas U21-landslag när de vann CONMEBOL Pre-Olympic Tournament 2020. Han gjorde sin debut för A-landslaget 2019. Sedan dess har han varit en del av laget då dem vunnit både Finalissima 2022 med 3–0 över Italien och VM i Qatar 2022 där han hade en avgörande roll under turneringen samt assisterade Ángel Di Marías mål i finalen mot Frankrike som man vann med 3–2 efter straffar.

## Klubbkarriär
Den 24 januari 2019 värvades Mac Allister av Brighton & Hove Albion, där han skrev på ett 4,5-årskontrakt. Han lånades direkt tillbaka till Argentinos Juniors under återstoden av säsongen 2018/2019. Den 19 juni 2019 lånades Mac Allister ut till Boca Juniors på ett låneavtal över säsongen 2019/2020. Den 31 januari 2020 blev han återkallad till Brighton & Hove Albion.
Efter en stark säsong 2022/2023 med Brighton så värvades Mac Allister till Liverpool FC den 8 juni 2023. Han gjorde sin debut för klubben i en Premier League-match mot Chelsea på Stamford Bridge den 16 augusti 2023. Den 19 augusti gjorde han sin hemmadebut för Liverpool och fick rött kort i matchminut 58.

## Landslagskarriär
Mac Allister debuterade för Argentinas landslag den 5 september 2019 i en 0–0-match mot Chile, där han blev inbytt i den 70:e minuten mot Paulo Dybala.
I juni 2021 blev Mac Allister uttagen i Argentinas trupp till olympiska sommarspelen 2020 i Tokyo.
Den 18 december 2022 vann Mac Allister VM-guld i Qatar efter att man besegrat Frankrike i finalen efter straffläggning. Mac Allister var starkt bidragande med bl.a. ett mål mot Polen i gruppspelet och en assist i finalen.

## Familj
Båda av Alexis Mac Allisters bröder är fotbollsspelare. De tre är söner till Carlos Mac Allister, som också har varit fotbollsspelare och spelade i bl.a. CA Boca Juniors 1992-1996, och innan dess i Argentinos Juniors. Faderns bror Patricio Mac Allister har också varit fotbollsspelare. Familjen har sin härstamning från Donabate, Irland.